# A Coroação da Virgem (Enguerrand Quarton)
A Coroação da Virgem é uma pintura do mestre francês Enguerrand Quarton, realizada em 1453-54, e conservada hoje no Museu Municipal Pierre de Luxembourg de Villeneuve-lès-Avignon, representando a glorificação da Virgem Maria no Paraíso, coroada pela Santíssima Trindade.
Enguerrand Quarton (c. 1410 – c. 1466) é um mestre do qual sobrevivem apenas duas obras documentadas, uma delas A Coroação da Virgem, e poucas outras a quem se lhe atribui a autoria. Nascido na Diocese de Laon, foi ativo principalmente em Arles, Aix e Avignon entre 1444 e 1466.
Em 1453 o monsenhor Jean de Montagnac, cônego de Saint-Agricol em Avignon, encomendou a Quarton uma pintura para o Altar da Cidade Santa (ou da Santíssima Trindade) na igreja da Cartuxa de Val de Bénédiction, em Villeneuve-lès-Avignon. O altar estava localizado na capela fúnebre do papa Inocêncio VI, o fundador do mosteiro. O contrato, datado de 14 de abril, sobreviveu, e tem excepcional importância documental, sendo um dos mais extensos e detalhados da Idade Média. O motivo da encomenda é incerto, mas pode ter relação com os intensos debates da época sobre a identidade das pessoas do Pai e do Filho da Santíssima Trindade, uma identidade que é reforçada visualmente na pintura, e tampouco o papel exato de Montagnac na encomenda é bem conhecido; tem sido considerado o patrono, mas pode ter sido apenas um intermediário, em vista das suas estreitas relações com a Cartuxa de Villeneuve.
À parte a querela trinitária, a obra nasceu no contexto de um outro conflito, num período em que os cartuxos discutiam se deviam permitir o luxo em seus mosteiros e igrejas, o que contrastava com as ordenações de pobreza e austeridade originais, e especialmente a partir da intervenção do mesmo Inocêncio os monges foram autorizados, e ao que parece também um pouco pressionados, a decorar ricamente seus edifícios, desde que a decoração se voltasse para os propósitos doutrinais e educativos. De fato, alguns expoentes cartuxos já vinham defendendo essa ideia há algum tempo, considerando o fascínio e influência que as imagens sacras exerciam sobre o povo, e considerando sua capacidade de servir como instrumento pedagógico, como uma "Bíblia visual", num tempo de maciço analfabetismo. Neste processo, a Cartuxa de Villeneuve, que também era o mausoléu da família do papa, foi privilegiada com uma série de benefícios e rendas, excepcionais mesmo para os generosos padrões da época, e tornou-se em pouco tempo um importante centro religioso, cultural e artístico.

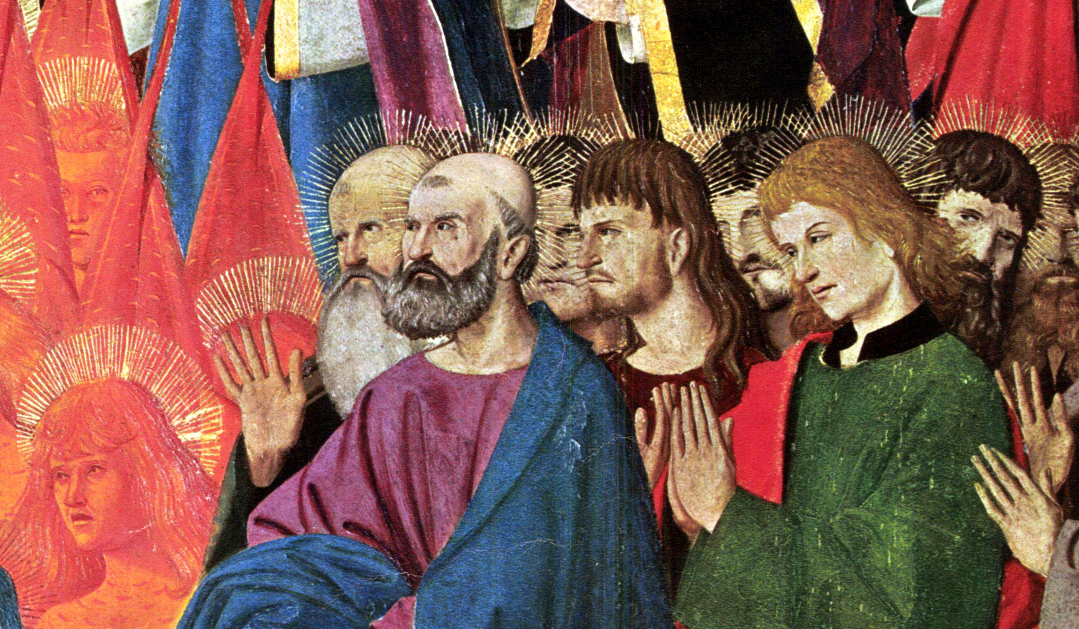
Detalhe de santos, profetas e apóstolos

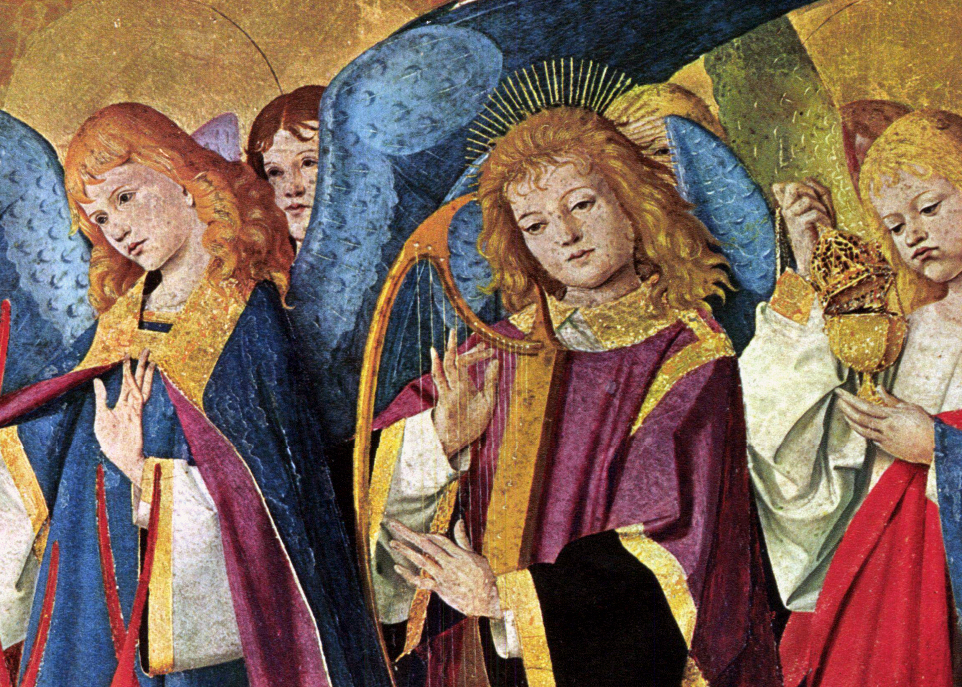
Detalhe de anjos

Segundo o texto do contrato, o pintor ficava obrigado a entregar a obra até setembro de 1454. Ficava também obrigado a observar uma série de orientações sobre a composição, como por exemplo: a cena deveria ser situada na Cidade Santa, que deveria ter a forma de um Paraíso. No Paraíso deveria aparecer a Santíssima Trindade: o Espírito Santo deveria ter a forma de uma pomba, o Pai e o Filho deveriam ser idênticos, e diante da Trindade deveria vir a Virgem Maria, mas o artista poderia concebê-la como lhe aprouvesse, desde que fosse digna e vestida suntuosamente, e nela o mestre deveria "mostrar toda a sua arte". Também era exigida a presença de uma série de patriarcas, profetas e santos específicos, mas dava-se liberdade de incluir outros ao critério do artista. Essa grande liberdade em aspectos importantes tem sido interpretada como uma evidência de que nesta época Quarton desfrutava de um incomum prestígio.
A pintura mede 183 × 220 cm, foi realizada originalmente em têmpera sobre um painel de madeira, e mais tarde foi transferida para uma tela. Mostra influências estéticas diversificadas, que incluem a escultura da Picardia, as tapeçarias de Arras e a pintura flamenga e provençal, com destaque para Van Eyck e Rogier Van der Weyden, em sua atenção à linha e ao desenho rigoroso, e na maneira como estiliza as formas. Le Blévec & Girard apontaram também para a influência da escola gótica italiana, especificamente de Matteo Giovannetti e Simone Martini, recebida através da corte papal de Avignon, onde esses artistas deixaram trabalhos.
Pouco se sabe sobre a história da Coroação antes de sua inscrição num inventário dos bens da Cartuxa em 1791. Nesta época o autor era desconhecido, e uma tradição atribuía a composição ao rei Renato de Anjou. Durante a Revolução Francesa a obra foi removida para um hospital religioso, e em 1825 foi instalada no dormitório da madre superiora. Ali foi vista em 1834 por Prosper Mérimée, que sugeriu, sem sucesso, sua substituição por uma obra moderna. Em 1868 o hospital foi convertido no Museu Municipal Pierre de Luxembourg, incorporando a Coroação a um rico acervo de peças que estavam dispersas nos antigos domínios do cardeal Annibale di Ceccano.
Depois de várias propostas de atribuição, que passaram por Dürer, Jean Fouquet, a Escola da Úmbria ou Jean van der Meire, a autoria foi estabelecida com o achado do contrato pelo cônego Requin, que o publicou, com erros, em 1889, sendo revisado em 1940 por Hyacinthe Chobaut. Em seu livro sobre Quarton, publicado em 1983, Charles Sterling estabeleceu um padrão crítico influente para a visão contemporânea da obra e o entendimento do seu lugar e o do autor na história da pintura francesa.

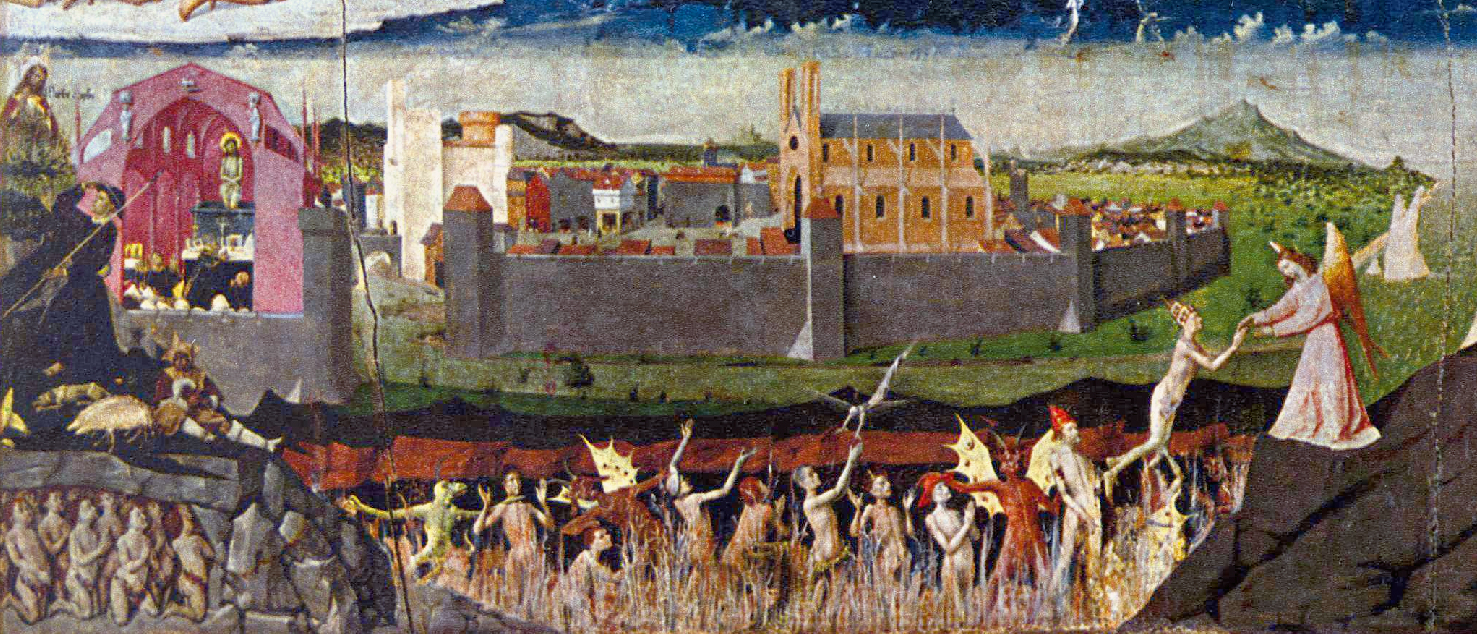
Detalhe da base esquerda, mostrando Roma e cenas do Inferno e Purgatório.

Seu programa narrativo é complexo e vasto, com uma densa simbologia alusiva à mística de Salvação da humanidade e ao destacado papel de Maria, aludindo também a Jerusalém, Roma, à vida na Terra, à Crucificação de Jesus, ao Purgatório e ao Inferno. Suas conotações universalistas podem representar um desejo de reconciliação da cristandade depois do Grande Cisma do Ocidente. Em seu conjunto, é uma ilustração dos principais elementos da teologia cristã medieval, refletindo uma interpretação especificamente cartuxa do dogma, através da invocação de símbolos, cenas e santos associados à contemplação, ao conhecimento de Deus sem intermediários, a certas técnicas de ascetismo, à solitude, à austeridade, ao modelo de vida dos Padres do Deserto, à missa de São Gregório, à esperança de união final de todos os crentes sob uma única e imutável Lei, entre outros, todos temas caros à ética, aos objetivos e à disciplina da Ordem dos Cartuxos.
Quarton hoje é visto como um dos principais e mais influentes pintores provençais do século XV e como chefe da escola de Avignon, e sua Coroação é considerada uma obra-prima da pintura gótica e um dos mais representativos marcos da escola francesa. Tem sido muito admirada pela riqueza de sua imaginação, pela técnica apurada, pela espacialidade complexa criada por múltiplos planos de perspectiva, pela graça e elegância das figuras, pelo senso de majestade e beleza do grupo principal e pela monumentalidade da concepção, e foi importante, através da comparação estilística, para atribuir a autoria de Quarton a iluminuras e outros painéis, notadamente a louvada Pietà de Villeneuve-lès-Avignon, conservada no Museu do Louvre. Em 1986 o Museu Pierre de Luxembourg foi transferido para uma ala do antigo palácio do cardeal Ceccano, onde a Coroação figura como a peça principal de toda a coleção.